# St. Johannis zu Lassan
St. Johannis ist die Stadtpfarrkirche der Kirchengemeinde Lassan. Sie gehört seit 2012 zur Propstei Demmin im Pommerschen Evangelischen Kirchenkreis der Evangelisch-Lutherischen Kirche in Norddeutschland. Vorher gehörte sie zum Kirchenkreis Greifswald der Pommerschen Evangelischen Kirche. Sie befindet sich in der Stadtmitte, am südwestlichen Ende der Lassaner Altstadt.

## Gebäude und Ausstattung

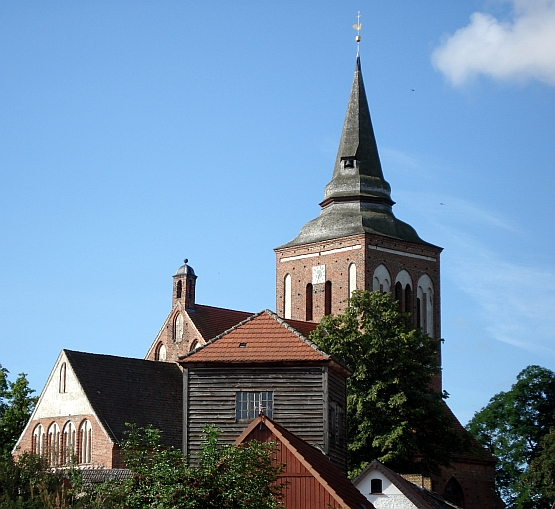
St. Johannis zu Lassan von der Wendenstraße aus gesehen

Die ältesten Teile der Johanniskirche, der eingezogene  Rechteckchor und die Nordsakristei, stammen aus der Mitte des 13. Jahrhunderts und stehen über einem Sockel aus Feldsteinquadern. Die Ostseite des Chores besitzt eine rundbogige Dreifenstergruppe zwischen zwei Spitzbogenblenden. Das Gewände der Fenster ist mit im Schichtenwechsel glasierten Steinen ausgestattet. Über der Fenstergruppe befindet sich ein Rundbogenfries. Der Giebel des Chores besitzt vier binnengegliederte spitzbogige Putzblenden. Die vermauerte Priesterpforte in der Südwand hat ein fünffach abgestuftes Gewände.
In der ersten Hälfte des 15. Jahrhunderts erfolgte der Bau der dreischiffigen Kirche mit drei Jochen, des Westturms sowie des sechsseitigen Treppenturms. Die Umfassungswände der Kirchenschiffs besitzen Strebepfeiler. Am Ostgiebel befinden sich Schmuckblenden und ein aus dem 17. Jahrhundert stammender Giebelreiter. An der Nord- und Südseite befindet sich jeweils ein Stufenportal. Das Kreuzrippengewölbe im Inneren der Kirche ruht im Schiff auf oktogonalen Pfeilern und im Chor auf Laubwerkkonsolen. Gewölbe und Pfeiler des Schiffs wurden 1883 erneuert.

### Werke von Elias Keßler
Der Altaraufsatz ist kräftig architektonisch gegliedert. Die freiplastischen Schnitzfiguren der vier Evangelisten aus dem Jahr 1727 stammen von dem Stralsunder Bildhauer Elias Keßler, von dem auch die Kanzel 1728/29 gefertigt wurde. Diese wird von einem Engel getragen und hat einen gebauchten Korb mit Putten auf Blattkonsolen. Eine Taube am Schalldeckel symbolisiert den Heiligen Geist. Im Rückenbereich steht das Bibelzitat: „Das Wort unseres Gottes bleibet ewiglich.“ Über einem Engel mit den Gesetzestafeln im oberen Bereich befindet sich der auferstandene Christus mit der Siegesfahne. Aus der Werkstatt Keßlers stammt auch das Lesepult (1727/28) auf einem Volutenfuß.

### Innenausstattung
Das achteckige metallene Taufbecken, ein Zinkguss aus der Werkstatt Moritz Geiß (Berlin), wird auf die Zeit zwischen 1860 und 1880 datiert. Eine Triumphkreuzgruppe stammt vom Ende des 15. Jahrhunderts. Weiterhin befindet sich ein Gemälde mit dem Porträt Johann Joachim Spaldings in der Kirche. Die Orgel mit neugotischem Prospekt ist wahrscheinlich ein älteres Werk von Carl August Buchholz. Sie wurde 1832 von Grüneberg eingebaut und hat 17 Register auf zwei Manualen und Pedal. 1986 wurde das original erhaltene Werk restauriert.
Auf der linken Seite des Altarraums hängt ein Wandteppich, den die Kirchengemeinde in den 1970er Jahren erwarb und der vermutlich auf die Bauhaus-Schülerin Else Mögelin zurückgeht. Das Teppichgewebe zeigt die Nornen, die drei nordischen Schicksalsgöttinnen, die die Vergangenheit, Gegenwart und Zukunft der Menschen bestimmen. Mit der um 1975 eingewebten Zusatzbemerkung „Aber Jesus ∞ ist Sieger“ (mit einer zwischengeschobenen Variante des keltischen Unendlichkeitsknotens) im unteren Bildbereich erfuhr das pagane Motiv eine christliche Umdeutung. Die Zuordnung des Wandbehangs zum Werk der Künstlerin Else Mögelin gilt nicht als gesichert.

### Turm
Der 57 Meter hohe Turm hat eine achteckige, mit hölzernen Schindeln eingedeckte, barocke Turmhaube aus der zweiten Hälfte des 17. Jahrhunderts. Eine Sanierung des Turmes erfolgte in den Jahren 1992 und 1993. Das Geläut besteht aus drei Glocken im Turm und einer Läuteglocke im Giebelreiter. Die älteste Glocke wurden 1731 von Joachim Metzger in Stralsund gegossen. Sie musste 1999 repariert werden. Zwei andere Glocken, darunter eine weitere von Metzger von 1690, waren 1944 eingeschmolzen worden. 2001 erhielt die Kirche drei neue Glocken.

## Pfarrer
- 1749: Johann Joachim Spalding (bis 1757)
- 1945: Pastor Pantel
- 1961: Albrecht von Lühmann (* 26. Januar 1904; † 6. Mai 1982[4])
- 1974: Siegfried Burmeister
- 1998: Philip Graffam
- 2012: Rupert Schröder
- 2017: Anne Plagens

## Belege
1. ↑  Lassan – Stadtkirche St. Johannis – Orgel Verzeichnis – Orgelarchiv Schmidt. (deutsch).
2. ↑  Abbildung des Wandbehangs (Das ist kein Fischerteppich!).
3. ↑  Die Kirchengemeinde St. Johannis zu Lassan (Hg.): St. Johannis zu Lassan, Lassan 2013, S. 31.
4. ↑  Amtsblatt der Evangelischen Landeskirche Greifswald: Heft 6 vom 30. Juni 1982, S. 2.